# Pilodeudorix kohli
Pilodeudorix kohli is een vlinder uit de familie van de Lycaenidae. De wetenschappelijke naam van de soort is voor het eerst gepubliceerd in 1921 door Per Olof Christopher Aurivillius.
De soort komt voor in Kameroen, Congo-Brazzaville, Centraal Afrikaanse Republiek, Congo-Kinshasa, Oeganda en Noordwest-Tanzania.